# Aricia magnalpina
Aricia magnalpina är en fjärilsart som beskrevs av Ruggero Verity 1927. Aricia magnalpina ingår i släktet Aricia och familjen juvelvingar. Inga underarter finns listade i Catalogue of Life.